# Blaiseron
Le Blaiseron est une rivière de l'est de la France, affluent droit de la Blaise à Courcelles-sur-Blaise, qui coule dans les départements de la Haute-Marne. C'est un affluent de rive droite de la Blaise, donc un sous-affluent de la Marne.

## Hydronymie
Le nom de la rivière est attesté sous les formes fluvius Blesironis (Xe siècle) ; archidiaconus de Bleseron (1218) ; decanus de Riparia de Bleserun (1247) ; La rivière de Bliseron (1264) ; Le Blaiseron (1576).

Diminutif de l'hydronyme de la Blaise (affluent de la Marne) avec le double suffixe roman -arionem.